# Elton Nesbitt
Elton Nesbitt (Deerfield Beach, 26 marzo 1980) è un ex cestista statunitense, professionista nella NBDL e in Belgio.